# Arkadi Sjvetsov
Arkadi Dmitrijevitsj Sjvetsov (Russisch:Аркадий Дмитриевич Швецов) (Nizjnieje Sergi, 1892 – Moskou, 19 maart 1953) was een ontwerper van vliegtuigmotoren en hoofd van een experimenteel constructiebureau in Perm, Sovjet-Unie.
Hij ontwikkelde de Sjvetsov M2-25 op basis van de Wright Cyclone.
Zijn bureau bouwde stermotoren, terwijl Mikoelin en Klimov lijnmotoren bouwden.
Na zijn dood in 1953 nam Pavel Solovjev het bureau over.